# 高根村立高根小学校野麦分校
高山市立高根小学校野麦分校（たかねそんりつ たかねしょうがっこう　のむぎぶんこう）は、かつて岐阜県大野郡高根村（現・高山市）に存在した公立小学校の分校。校舎は「野麦学舎」として保存されている。

## 概要
高根村立高根小学校の分校であり、長野県に隣接する高根村野麦（現・高山市高根町野麦）が校区であった。
校舎は大正時代の1921年（大正10年）に建てられた。1981年（昭和56年）の野麦分校の廃止後は旧高根村の村営の研修施設になっていた。しかし、研修施設の利用者が減少し、指定管理者も見つからないため、2014年（平成26年）から休業となった。
施設の老朽化により2021年度中に解体される予定だったが、2022年に高山市から「野麦学舎保存会」に譲渡され保存されることになった。

## 沿革
- 1874年（明治7年）
  - 7月 - 野麦村に野麦学校が開校。民家を仮校舎とする。
  - 8月 - 阿多野郷村に野麦学校阿多野郷支校を設置。
- 1875年（明治8年） - 猪之鼻村、中之宿村、中洞村、池ヶ洞村、下之向村、日影村、上ヶ洞村、阿多野郷村、日和田村、小日和田村、野麦村、大古井村が合併し、高根村が発足。
- 1899年（明治32年） - 大字野麦字上の坂に新築移転。
- 1907年（明治40年）7月 - 高根尋常小学校野麦分教場となる。尋常科1～4年の児童が通学する。
- 1909年（明治42年） - 尋常科1～6年の児童が通学する。
- 1910年（明治43年） - 新築移転。
- 1918年（大正7年）1月 - 高根尋常小学校第三分教場となる。
- 1921年（大正10年）5月 - 現在地に新築移転。
- 1941年（昭和16年）4月1日 - 高根国民学校第三分教場となる。
- 1947年（昭和22年）
  - 4月1日 - 高根村立高根小学校第三分校に改称する。
  - 　5月4日 - 前期中等教育の授業を開始。
- 1950年（昭和25年）4月 - 中等教育の授業を廃止。高根中学校野麦分校を併設する。
- 1953年（昭和28年）11月 - 校舎を改築する。
- 1954年（昭和29年）9月 - 中学校校舎を新築する。
- 1962年（昭和37年）4月1日 - 高根村立高根小学校野麦分校に改称する。
- 1965年（昭和40年） - この時点での児童数は23人。
- 1973年（昭和48年）3月21日 - 高根中学校野麦分校を廃止。高根小学校野麦分校は単独校となる。
- 1981年（昭和56年）3月 - 野麦分校を廃止。